# Золоті копальні Гіллеспіз-Біч

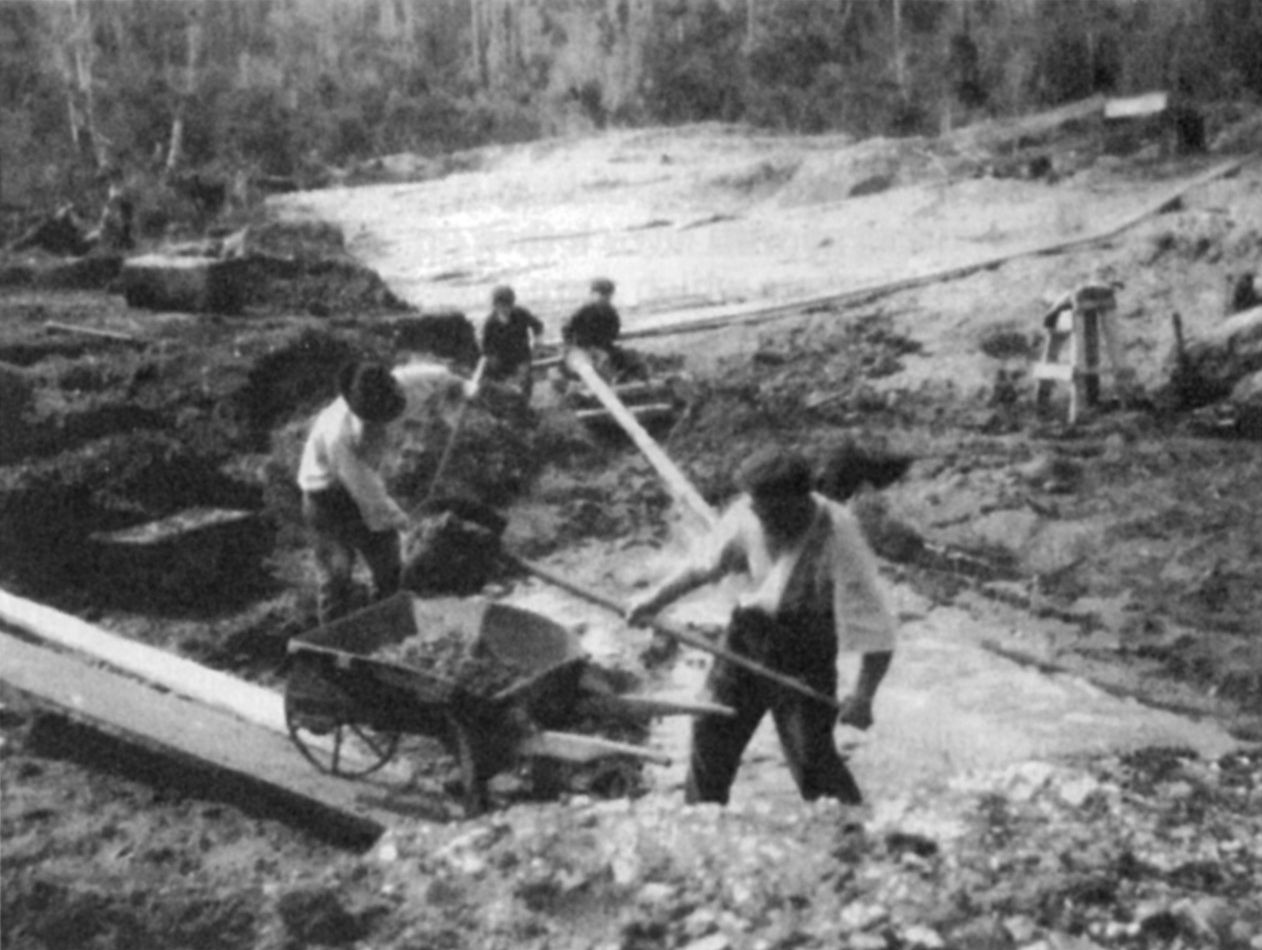
Старателі за роботою (фотографія з книги, що присвячена історії Гіллеспі-Біч)

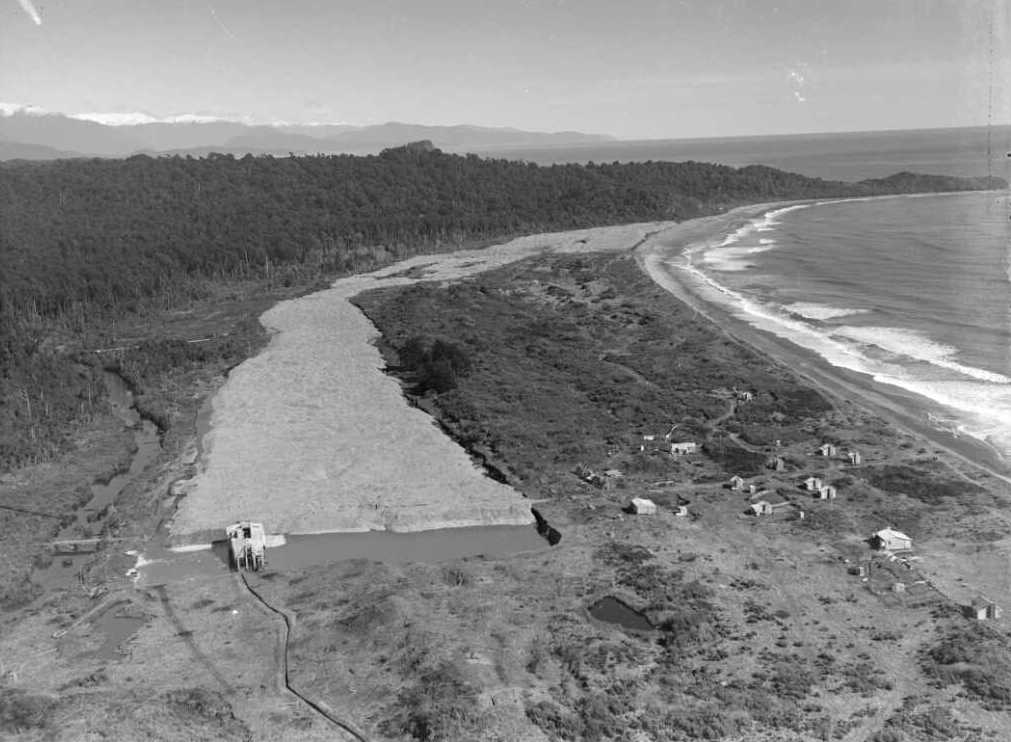
Земснаряд під час роботи у 1936-му, видно штучний рухомий ставок та пропрацьована ним полоса

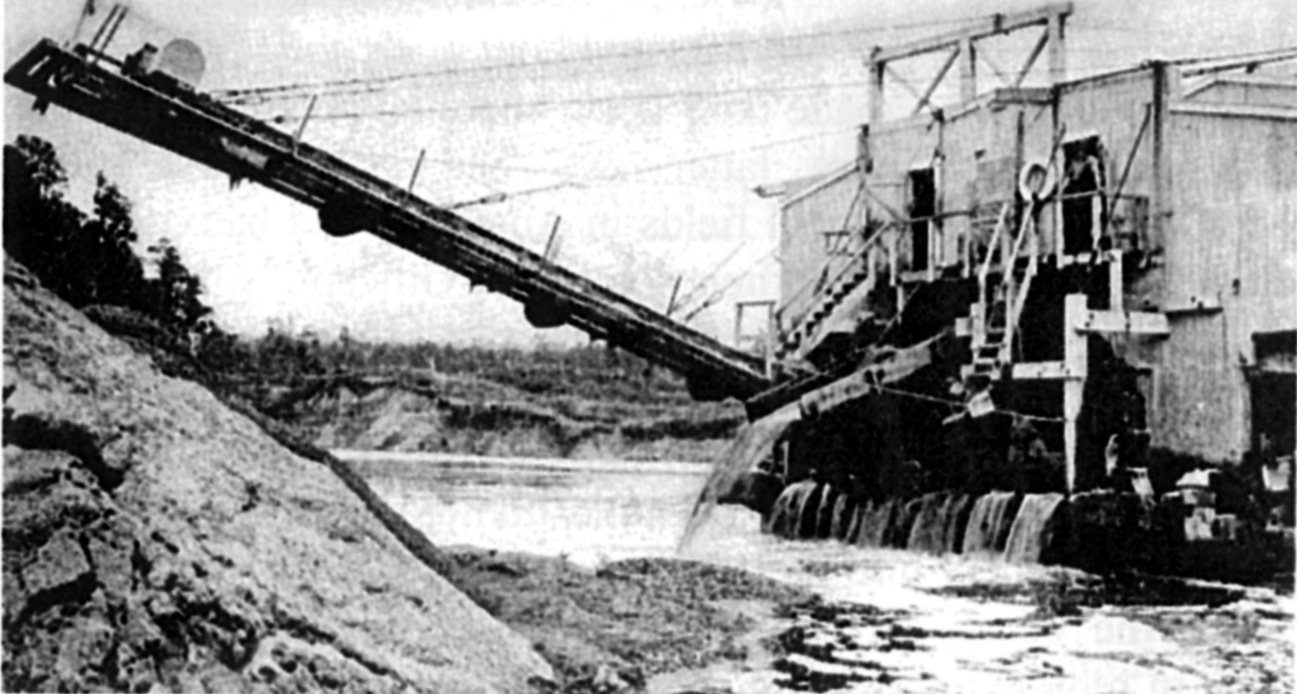
Багаточерпаковий земснаряд зблизька

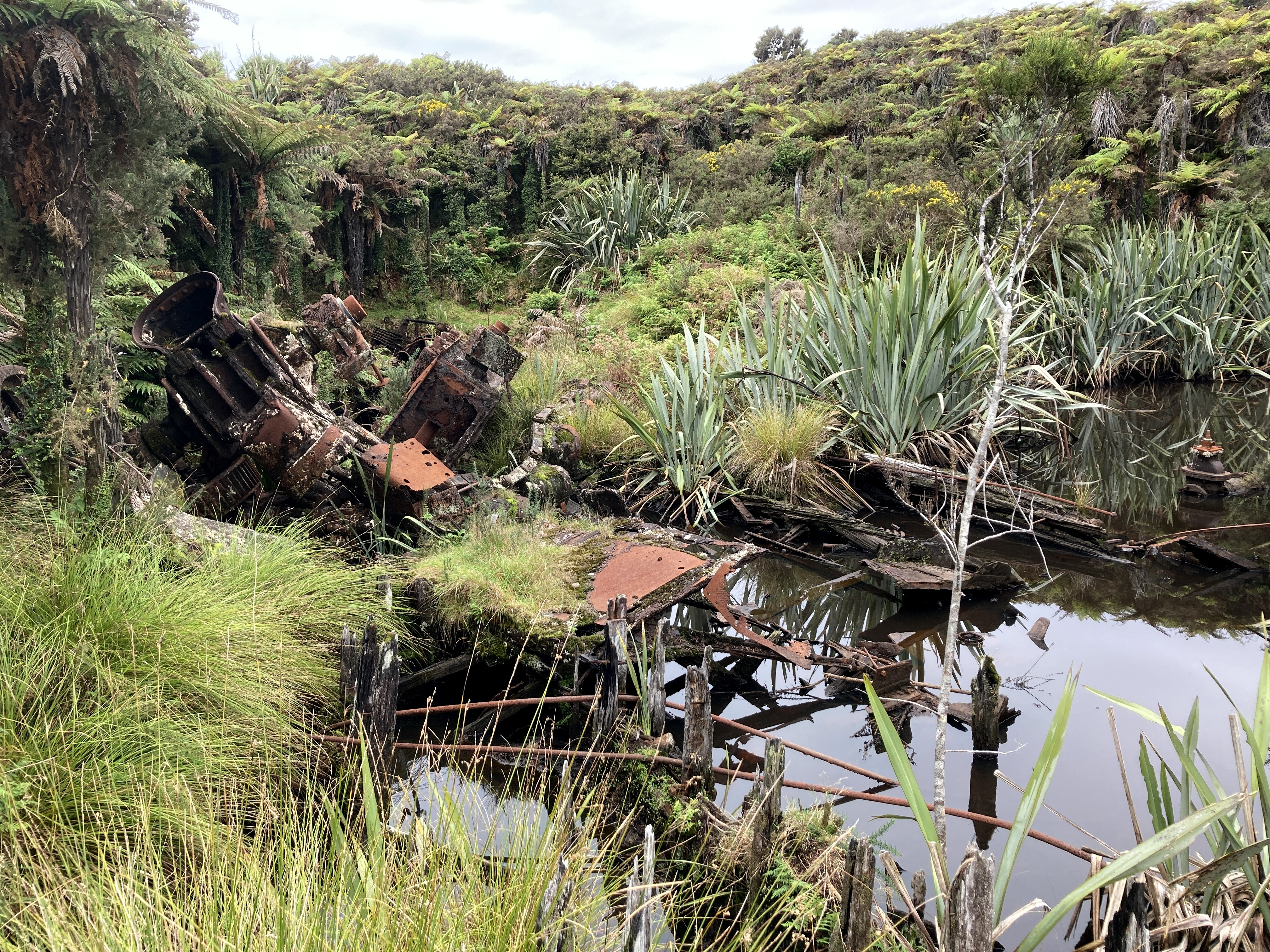
Одні з залишків драги

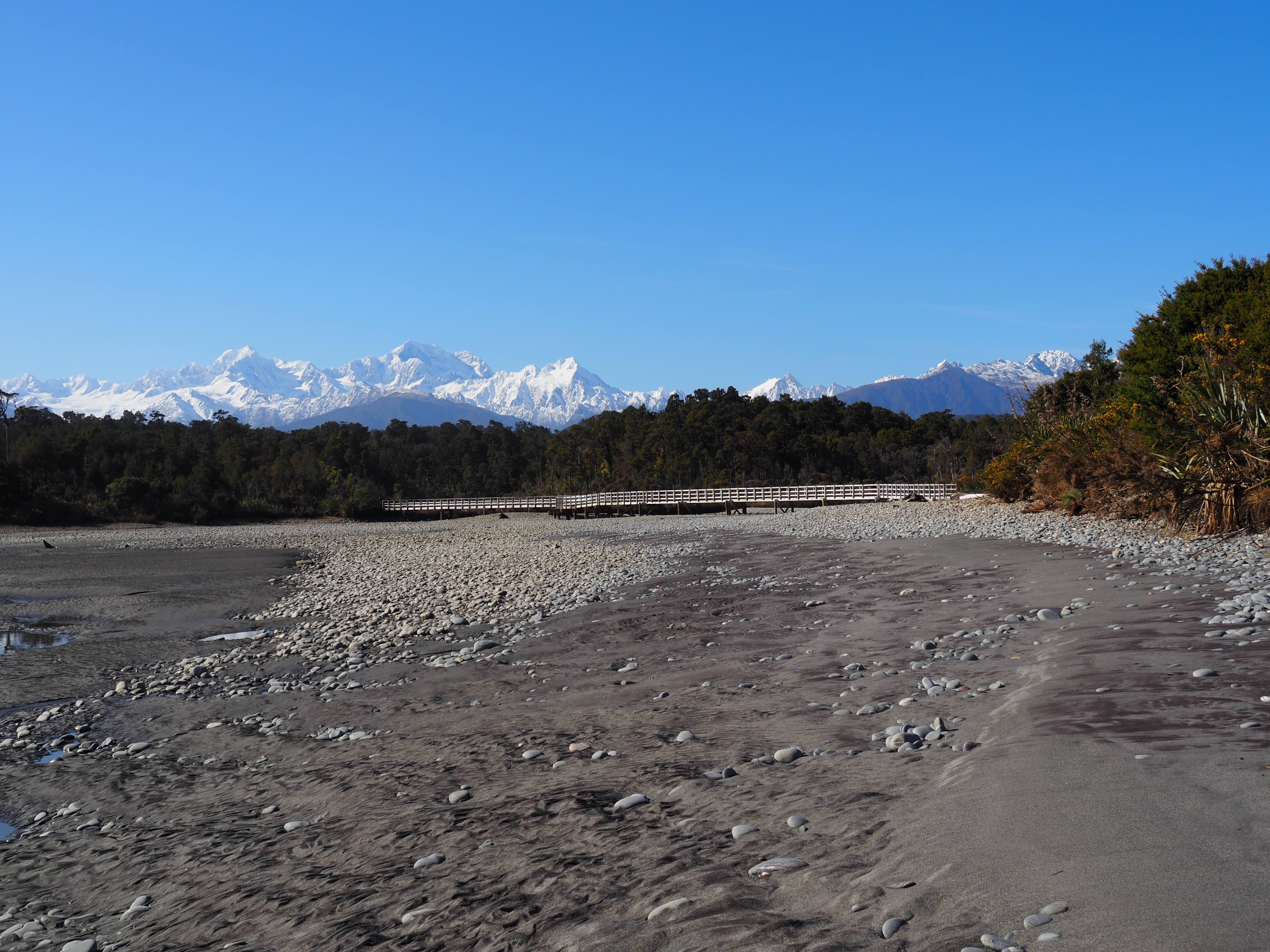
Гіллеспі-Біч у 2023 році. На задньому плані видно місток пішохідного туристичного маршруту, під час якого можливо побачити розкидані рештки земснаряду

Золоті копальні Гіллеспіз-Біч (Gillespie’s Beach) — гірничодобувні майданчики, що вели розробку золотоносних розсипів на одній з ділянок західного узбережжя Південного острова Нової Зеландії.
У 1865 році золотошукач на прізвище Гіллеспі виявив на одному з пляжів західного узбережжя у «чорних пісках» алювіальні розсипи золота, що призвело до одного з спалахів «золотої лихоманки». Відомо, що лише в червні 1866-го звідси відправили 310 кілограмів золота, втім, доволі швидко ажіотаж втих і станом на 1871 році на Гіллеспіз-Біч працювало лише біля семи десятків осіб, що вилучали незначні обсяги золота, а в 1883-му тут знаходилось не більше чотирьох десятків золотошукачів. Всього ж цей переважно старательский етап розробки тривав до 1920 року.
Час-від-час робили спроби активізувати вилучення золота. Так, в тому ж 1871-му ввели в дію гігантський промивочний жолоб завдовжки 3 милі (біля 5 кілометрів). Воду для нього підвели з болотяної місцевості біля струмка Вайкуппа-Куппа.
У 1890 році Gillespie’s Beach Gold Dredging Company замовила землесосний снаряд за проектом американського полковника фон Шмідта. За кілька років до того земснаряд фон Шмідта «Elwood» розпочав успішну діяльність у Мельбурні, тепер же хотіли використати подібну машину для видобутку золота. Земснаряд спорудили в Крайстчерчі (на протилежному узбережжі Південного острова Нової Зеланддії) та в 1891-му доправили на Гіллеспіз-Біч на шхуні «Prince Rupert». Він мав два котла загальною потужністю 150 кінських сил, розрахованих на спалювання деревини (якої було достатньо поблизу майбутнього місця роботи). Під час роботи драгу мали утримувати на місці кілька опор, що спускались крізь отвори у корпусі. Втім, на Гіллеспіз-Біч землесосний снаряд очікувало повне фіаско, оскільки він не зміг впоратись з похованими в піску камінням та уламками деревини, що одразу забивали його 300-мм всмоктувальну трубу. Наступного року компанія збанкрутувала. Земснаряд викупили кілька золотошукачів та спробували перетворити його на невеликий багаточерпаковий (такі драги успішно використовувались новозеландськими золотодобувними компаніями ще з кінця 1860-х), проте й цей проект виявився невдалим.
За чотири десятиліття по тому для видобутку задіяли ще один земснаряд, проте на цей раз одразу сконструйований як багаточерпаковий. Основу драги спорудили на самому Гіллеспіз-Біч з місцевої деревини, а обладнання доправили кінними повозками. Обладнання мало електричний привід, роботу якого забезпечувала гідроелектростанція Fox Glacier, що використовувала воду з озера Гаулт (Gault, дещо менш ніж за півтора десятки кілометрів від копальні). Земснаряд почав роботу на Гіллеспіз-Біч в 1932-му та діяв доволі успішно – одна з газетних статей того часу зазначала, що драга вилучає 3 кілограми золота на тиждень. В 1945-му земнаряд припинив роботу, а його розкидані рештки наразі можливо побачити під час екскурсій.
Оскільки чорні піски традиційно мають підвищений вміст радіоактивних матеріалів, в роки Другої світової війни зацікавились можливістю використання матеріалів з Гіллеспіз-Біч у ядерному проекті. Втім, дослідження показали економічну недоцільність розробки через недостатній вміст цільових елементів.